# Junkers G 23
A G 23 a Junkers repülőgépgyár által az 1920-as években tervezett és gyártott hárommotoros, alsószárnyas, teljesen fémszerkezetű, 9 utas szállítására képes utasszállító repülőgép volt. Nagyobb teljesítményű motorokkal felszerelt változata a G 24.

## Története
Az F 13 fejlesztése után a gyártó egy többmotoros változat kialakítását tűzte ki célul. Az új típus G 24 néven készült el, azonban az 1923-ban bemutatott gép három Junkers L 2 típusú motorja túl nagy összteljesítményt adott le (egyenkénti 144 kW), ezért a Nemzetközi Légiszállítás-ellenőrző Bizottság megvétózta a gyártását a versailles-i békeszerződésre hivatkozva. A fejlesztőknek új erőforrások után kellett nézniük. Így esett a választás a 118 kW teljesítményű Mercedes D IIIa motorra, melyből kettőt a szárnyfeleken építettek be, az orrba az eredeti L 2-t hagyták.
Első felszállását 1924. szeptember 18-án hajtotta végre, melyet géptöréses leszállás követett. A repülési tesztek a Nürnberg melletti Fürth közelében folytak, majd kevéssel később a svájci Dübendorfban fejezték be a repülési tesztet, a gyártás Dessauban zajlott.
Az utaskabin kialakítása a kor szelleméhez mérten szokatlan, zárt, 9 utasnak egyedi üléseket helyeztek el. A kabinban világítás és fűtés egyaránt volt. A törzs végében kapott helyet a csomagtér, valamint egy vizesblokk mosdóval és WC-vel. A gépen kétfős legénység tartózkodott (pilóta és utaskiszolgáló).
A legtöbb G 23-at a Junkers repülőgépgyár svéd leányvállalata, a limhamni Aktie Bolaget Flygindustri átépítette a G 24 szintjére és többségében külföldi nyilvántartásban üzemeltették azokat Németországban. Az 1926 májusi versailles-i korlátozások lejárta után ezt, a szerződést kijátszó gyakorlatot mellőzték. Eztán már G 24 néven gyártották erősebb motorokkal Dessauban.
Az első három gépet a svájci Ad Astra Aero légitársaság vásárolta meg (CH 132, CH 133, ...) 1925-ben. Az első gyártási sorozatot (sorozatszámuk 831–851) a svéd limhamni gyár többségében átszerelte három darab L 2 motorú G 24-re.